# アルミランテ・セルベラ (軽巡洋艦)
アルミランテ・セルベラ (Almirante Cervera) は、スペイン海軍の軽巡洋艦。プリンシペ・アルフォンソ級。艦名は米西戦争時にキューバのスペイン海軍部隊を指揮したパスクワル・セルベラ提督にちなむ。　

## 艦歴
1923年4月14日起工。1925年10月16日進水。1928年9月15日就役。　

### スペイン内戦

#### スペイン北部の封鎖
1934年10月、アストゥリアス州での暴動の際、艦砲射撃に参加。1936年1月、「アルミランテ・セルベラ」は戦艦「ハイメ1世」、軽巡洋艦「リベルタ」、「ミゲル・デ・セルバンテス」とともに砲撃訓練に参加し、標的とされた旧式巡洋艦「コンデ・デル・ベナディート」を沈めた。
1936年7月、フェロルでドック入りした。港が占領されると「アルミランテ・セルベラ」はフランコ側の手にわたる。艦長Juan Sanchez-Sandalio Ferragutは捕らえられて処刑された。
「アルミランテ・セルベラ」は戦艦「エスパーニャ」および第一次世界大戦期の駆逐艦「ベラスコ」とともに任務部隊を編成し、スペイン北部の港の封鎖にあたった。8月9日、「アルミランテ・セルベラ」は政府軍陣地砲撃中に誤認によりイギリスのヨット「ブルー・シャドー (Blue Shadow)」を攻撃し、その船長が死亡した。「アルミランテ・セルベラ」側はそのヨットを政府側のものであると認識していたようである。ヨットは放棄され、乗っていた人はイギリス駆逐艦「コメット」に救助された。
9月、ジブラルタル海峡の封鎖を打ち破るため地中海へ向かい、スパルテル岬沖海戦に参加。海戦では重巡洋艦「カナリアス」が政府側の駆逐艦「アルミランテ・フェランデス」を沈めた。「アルミランテ・セルベラ」はモロッコ北西岸沖で駆逐艦「グラビーナ」と交戦。主砲を300回以上発砲するも命中は2度だけで、「グラビーナ」のカサブランカへの逃走を許す結果となった。だが海戦の結果は決定的であり、海峡は反乱軍側に開かれることとなった。
地中海での作戦後、「アルミランテ・セルベラ」はビスケー湾で外国の封鎖突破船捜索と拿捕に従事した。1937年4月4日、武装トロール船「Galerna」とともにパナマ船籍の商船「Andra」を追跡。イギリスに傭船されていた同船は「Galerna」につかまり、沈められた。続いてイギリス商船「Thorpehall」を停船させようとしたが、同船はイギリス駆逐艦3隻の支援を得てビルバオにたどり着いた。
4月21日、3隻のイギリス商船を停船させようとして反乱軍側が発砲したことから、「アルミランテ・セルベラ」と「Galerna」はイギリス巡洋戦艦「フッド」および駆逐艦「ファイアドレイク」と3時間にわたって対峙することとなった。その後商船は砲台などの支援を得てビルバオへ逃げ込んだ。
7月4日、「アルミランテ・セルベラ」はイギリス戦艦「レゾリューション」の保護の下でサンタンデールへ入港しようとしたフランス船「Trégastel」を拿捕し、イギリス船「Latymer」は追い払った 7月14日、「Galerna」の支援の下サンタンデール沖でイギリス貨物船「Molton」を拿捕した。

#### 地中海での作戦
1937年の残りの期間では「アルミランテ・セルベラ」は沿岸警備艇2隻と商船1隻を沈め、急降下爆撃を試みた爆撃機1機を撃墜した。また、政府側の輸送船「Marqués de Comillas」拿捕において中心的な役割を果たした。
1938年2月17日、重巡洋艦「カナリアス」、「バレアレス」とともにバレンシア砲撃に参加。2月22日、爆撃を受けて50kg爆弾が煙突に命中。爆発しなかったが25名が負傷した。さらにもう1発50kg爆弾が命中し死者12名をだした、とする資料もある。損傷した「アルミランテ・セルベラ」はパルマ・デ・マヨルカへ向かった。
3月6日、船団護衛中にパロス岬沖海戦が発生。「バレアレス」が撃沈された。「アルミランテ・セルベラ」はその生存者救助にあたった。

1938年10月23日、ソ連船「Tsyurupa」を拿捕した。

### 内戦後
戦後、プリンシペ・アルフォンソ級3隻の近代化が決定されるが、第二次世界大戦による物資や資金の不足のため「アルミランテ・セルベラ」の改装は実施されなかった。
1965年8月31日に退役。